# Solaro
|  | Per a altres significats, vegeu «Solaro (Còrsega)». |

Solaro (italià) o Soree [su're] en milanès és una comuna (municipi) de la ciutat metropolitana de Milà a la italiana regió de Llombardia, situada a uns 15 quilometres (9 mi) al nord-oest de Milà. Té una població d’uns 14.000 habitants. Solaro limita amb els municipis de Saronno, Ceriano Laghetto, Bovisio-Masciago, Limbiate, Caronno Pertusella i Cesate.